# Emma Myers
Pour les articles homonymes, voir Myers.
Emma Myers, née le 2 avril 2002 à Orlando, en Floride, est une actrice américaine. Elle est notamment connue pour incarner Enid dans la série télévisée Netflix, Mercredi.

## Biographie

### Jeunesse
Née le 2 avril 2002, d'une mère d'origine grecque et d'un père américain, elle est la deuxième d'une fratrie de quatre enfants, Avery, Isabel et Olivia. Elle grandit à Orlando en Floride, puis la famille a déménagé à Atlanta en Géorgie où elle a suivi des cours à la maison. Intéressée dès son plus jeune âge par le théâtre et le cinéma, c'est à l'âge de 16 ans qu'elle souhaite s'y professionnaliser.
Elle est fan de K-pop. Son groupe préféré est Seventeen.
Elle a voulu devenir actrice grâce aux sagas cinématographiques Le Seigneur des anneaux et Narnia.

### Carrière
En 2022, elle rejoint la série télévisée Mercredi (Wednesday), inspirée des bandes dessinées La Famille Addams créées par Charles Addams. Elle y interprète Enid Sinclair, la colocataire de Mercredi Addams, jouée par Jenna Ortega.
Emma rejoint le casting de la comédie Netflix Family Switch aux côtés de Jennifer Garner, Ed Helms et Brady Noon (en)

## Filmographie

### Cinéma
- 2010 : Letters to God (en) : une petite fille dans le bus (non créditée)
- 2021 : Girl in the Basement : Marie Cody
- 2023 : Southern Gospel : Angie Blackburn
- 2023 : Family Switch de McG : C. C. Walker
- 2025 : Minecraft, le film de Jared Hess : Natalie

### Télévision

#### Séries télévisées
- 2010 : The Glades : Paige Slayton
- 2020 : The Baker and the Beauty (en) : Stéphanie
- 2020 : Dead of Night : la fille originaire de Magnolia
- depuis 2022 : Mercredi : Enid Sinclair
- 2024 : Meurtre mode d'emploi : Pippa « Pip » Fitz-Amobi

#### Téléfilms
- 2020 : Un Noël al dente : BeeBee Jordan